# Drozd lesní
Drozd lesní (Hylocichla mustelina) je 19–21 cm velký druh pěvce z čeledi drozdovitých. Je široce rozšířený na značné části severoamerického kontinentu se zimovišti ve Střední Americe a v jižní Mexiku.
Náleží mezi středně velké druhy drozdů. Svrchu je hnědý, spodinu těla má světlou, hnědě skvrnitou. Obě pohlaví se přitom zbarvením nijak neliší. Zpěv samců tohoto druhu je známý také jako jeden z nejkrásnějších v celé Severní Americe.
Drozd lesní je všežravý, v jeho potravě se však přednostně objevují malí bezobratlí živočichové, zejména pak hmyz, a larvy, ale požírá také bobulovité plody. Mimo hnízdní období se zdržuje zpravidla samostatně. Samci během hnízdění obhajují teritorium velké 800-28000 m2. Je monogamní, v jedné snůšce bývá 2-4 vajec.